# Josep Sampere i Martí

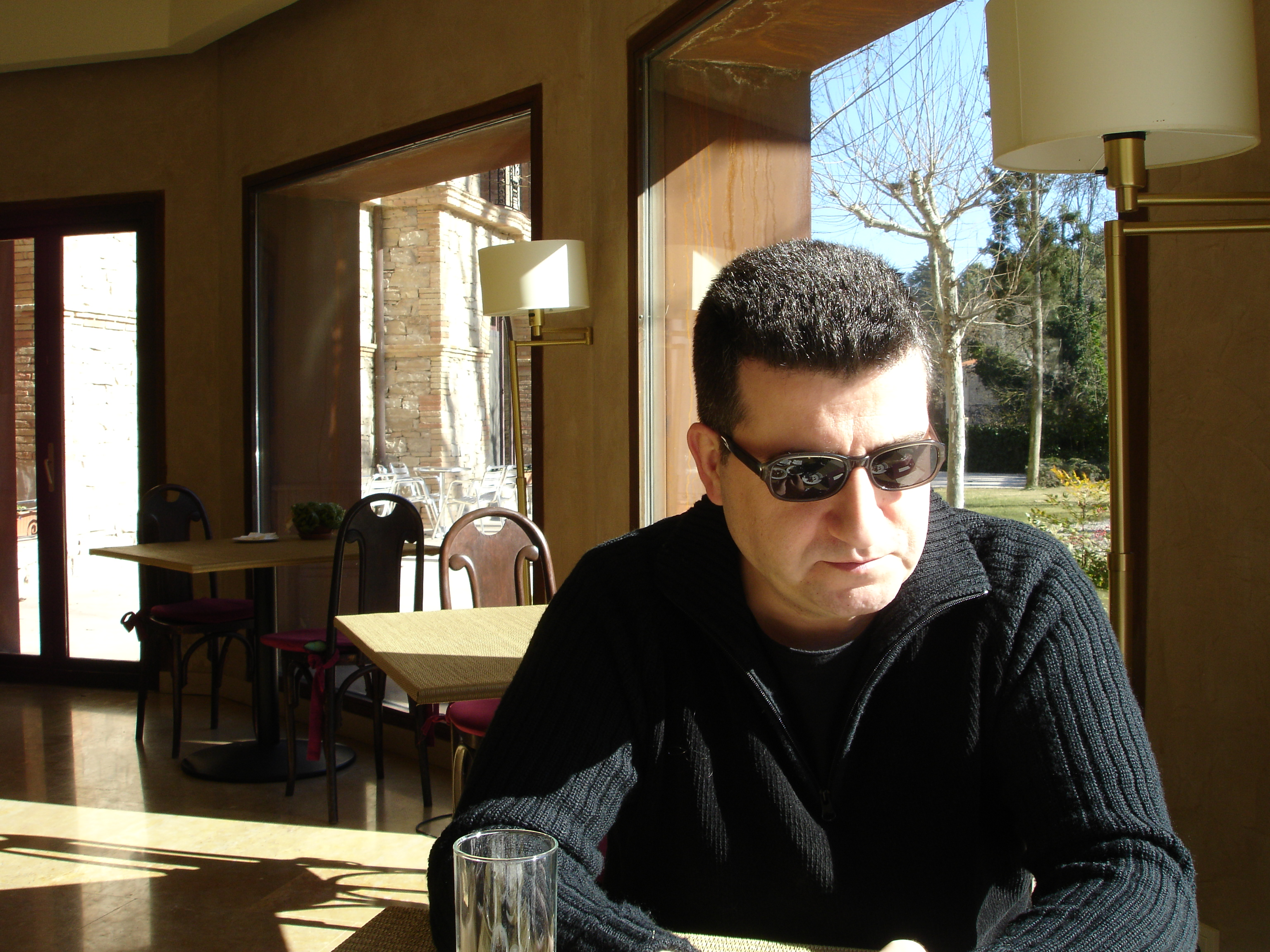
Josep Sampere

Josep Sampere Martí (Igualada, 1963). Escriptor i traductor de l'anglès i del francès. Entre els autors que ha traduït figuren Philip K. Dick, Zigmunt Bauman, Kenneth Cook i Robert Marasco. Des dels anys 80 s'ha especialitzat en literatura infantil i juvenil. Seves són les versions al català de sèries d'èxit com ara Molly Moon, El Capità Calçotets i L'home Gos, editades totes per l'Editorial Cruïlla. És coautor amb Antonio Ortí de Leyendas urbanas en España, un assaig sobre el folklore contemporani i d'una edició ampliada sota el títol Leyendas urbanas.
Va ser finalista de la quarta edició del Premio Tristana de Novela Fantástica amb l'obra Cinco lágrimas verdes, publicada el 2019 per Canalla Ediciones. Va obtenir la Flor Natural en els Primers Jocs Florals d'Igualada, convocats per Poesia Viva, amb el poema La casa embruixada. Va ser l'artífex de l'espectacle Josep Sampere: banda sonora original, amb la col·laboració de Poesia Viva, un recital videopoètic. Per a ell, escriure és deixar-se embruixar pels fantasmes que habiten les paraules, però aturant-se abans que el posseeixin.
La seva novel·la El pozo detrás de la puerta (Anyaya 2015) ha guanyat un dels premis de la Fundación Cuatrogatos, que escull els 20 millors llibres publicats en castellà durant l'any anterior, per tal de donar visibilitat als llibres per al públic juvenil i infantil; fou publicada originàriament en català per Barcanova, l'any 2009.

## Obres publicades
- Cinco lágrimas verdes. Canalla ediciones, 2019.
- El Mar de la Tranquilidad. Ediciones SM, 2016.
- Aquesta nit no parlis amb ningú! Editorial Males Herbes, 2015.
- Sis cors a l'altra banda del mirall. Cruïlla, 2015.
- El pozo detrás de la puerta. Anaya, 2015.
- La nit dels ocells transparents. Barcanova, 2012.
- El dimoni de la tarda. Cruïlla, 2008.
- El demonio de la tarde. Ediciones SM, 2008. (Finalista del Premio Gran Angular 2007).
- El pou darrere la porta. Cruïlla, 2009. (Premi Barcanova de Literatura Infantil i Juvenil 2008).
- Leyendas urbanas. 2006 (amb Antonio Ortí). Ediciones Martínez Roca.
- 32 d'octubre. Cruïlla, 2005.
- El mar de la Tranquil·litat. Cruïlla, 2004 (Premi El Vaixell de Vapor 2004).
- Leyendas urbanas en España, 2000 (amb Antonio Ortí). Ediciones Martínez Roca.